# Truth Social
A Truth Social (stilizáltan TRUTH) egy alt-tech közösségi média platform, amely a Trump Media & Technology Group (TMTG), egy amerikai média- és technológiai vállalat tulajdonában van, amely pedig Donald Trump amerikai elnök többségi tulajdonában van. „Twitter-klónnak” nevezték, amely a Parler, Gab és Mastodon versenytársa, és a Twitter és a Facebook alternatíváját próbálja nyújtani.
A szolgáltatást 2022. február 21-én indították el. 2022 közepe óta a Truth Social pénzügyi és szabályozási problémákkal küzd. Az alkalmazás kezdetben nem volt elérhető a Google Play-en, mert megsértette a Google fizikai fenyegetést és erőszakra való felbujtást tartalmazó tartalmakat tiltó irányelveit, de 2022 októberében engedélyezték a Google Play-re, miután beleegyezett az uszítás elleni irányelvek érvényesítésébe.
2024. március 15-én az Apple App Store közösségi média alkalmazások rangsorában a 38. helyen szerepelt, a SimilarWeb pedig a „Hírek és médiakiadók” kategóriájában a 203. helyre sorolta a honlapot, a 154. helyen álló Gab mögött, de az 1052. helyen álló Parler előtt. 2023. áprilisi személyes pénzügyi közzétételében Trump becslése szerint a honlap értéke 5 és 25 millió amerikai dollár között mozgott.
A Digital World Acquisition Corporation (DWAC), a Truth Social anyavállalatának, a TMTG-nek a finanszírozására és tőzsdére vitelére létrehozott speciális célú felvásárlási társaság 2023 októberében nyilvánosságra hozta, hogy visszafizeti a befektetőknek a TMTG számára felvett 1 milliárd dollárt. A DWAC 2023. novemberi pénzügyi közzététele szerint a Truth Social legalább 31,5 millió dolláros kumulatív veszteséget termelt megalapítása óta. 2024 márciusában a DWAC részvényesei megszavazták a TMTG-vel való egyesülést, és az egyesült vállalatot a NASDAQ-on DJT tőzsdei ticker alatt kereskedték.
2024 májusában a TMTG 2024 első negyedévére vonatkozó hatósági bejelentése 327,6 millió dolláros veszteségről számolt be, ami nagyrészt a vállalat tőzsdére viteléből adódott, és 770 000 dolláros bevételről.

## Története

### Háttér
Donald Trump volt amerikai elnök felvetette egy új közösségi médiaplatform létrehozásának lehetőségét, miután 2021-ben, az Egyesült Államok Capitoliumát ért 2021-es támadást követően kitiltották a Facebookról és a Twitterről. 2021 májusában Trump elindította a „From the Desk of Donald J. Trump” nevű weboldalt, ahol rövid, tweet-szerű közleményeket tett közzé; ezt kevesebb mint egy hónap után bezárták,, és Trump vezető tanácsadója, Jason Miller megerősítette, hogy nem fog visszatérni.

### Hatása
A Reuters szerint Trump The Apprentice című tévéműsorának két szereplője, Wes Moss és Andy Litinsky „központi szerepet” játszott a Truth Social anyavállalatának, a Trump Media & Technology Group (TMTG) megalapításában, miután állítólag 2021 januárjában felvetették Trumpnak a közösségi hálózat ötletét.

## Platform

### Szoftver
A Truth Social erősen a Twitter mintájára készült; a felhasználók képesek posztokat („Truths”, hasonlóan a tweetekhez) készíteni és megosztani más felhasználók posztjait („ReTruths”, hasonlóan a retweetekhez). A Truth Social platform az ingyenes és nyílt forráskódú Mastodon közösségi hálózat hosting szoftver egy egyedi verzióját használja backendként, amely számos funkciót kihagy, beleértve a szavazásokat és a posztok láthatósági opcióit.